# Tele 5
Tele 5 est une chaîne de télévision allemande lancée le 28 avril 2002, appartenant au groupe Discovery Germany.

## Histoire de la chaîne

### Première version (1988-1992)
Tele 5 a été créée le 11 janvier 1988 par Silvio Berlusconi (Mediaset). Elle fut fermée 31 décembre 1992, la même année que La Cinq. La plupart des programmes seront récupérés par ses concurrents. Le canal resté vacant a été attribué à Deutsches Sportfernsehen (actuelle Sport1) dès le 1er janvier 1993.
Dans sa 1re version, elle était détenue à 45 % par Silvio Berlusconi, partageant le catalogue des chaînes La Cinq, Telecinco et Canale 5.

### Seconde version (depuis 2002)
Après avoir obtenu le droit, le 28 avril 2002, le groupe Tele München Gruppe lance une chaîne du même nom mais la programmation est majoritairement consacrée au cinéma américain.
En juillet 2020, Tele 5 est rachetée par Discovery.

## Identité visuelle

### 1reversion

Logo de Tele 5 du 11 janvier 1988 à juillet 1992
Logo de Tele 5 de juillet au 31 décembre 1992

### 2deversion

Logo de Tele 5 du 22 septembre 2005 au 7 janvier 2010
Logo de Tele 5 du 8 janvier 2010 au 16 mai 2017
Logo de Tele 5 du 17 mai 2017 au 25 avril 2019
Logo de Tele 5 du 26 avril 2019 au 30 septembre 2021
Logo de Tele 5 depuis le 1er octobre 2021

### Logos HD

Logo de Tele 5 HD du 19 octobre 2011 au 16 mai 2017
Logo de Tele 5 HD du 17 mai 2017 au 25 avril 2019
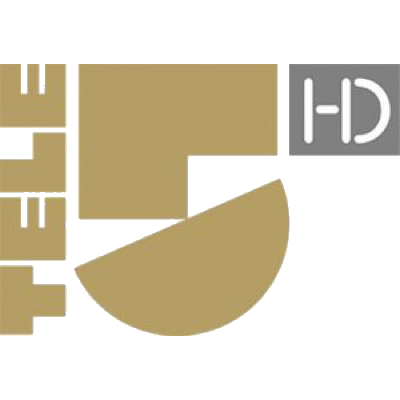
Logo de Tele 5 HD du 26 avril 2019 au 30 septembre 2021
Logo de Tele 5 HD depuis le 1er octobre 2021

## Diffusion
Tele 5 dispose d'une version HD depuis le 19 octobre 2011.